# Eduardo Murat Hinojosa
Eduardo Enrique Murat Hinojosa (29 de agosto de 1980) es un político mexicano, miembro del Partido Revolucionario Institucional (PRI). Ha sido senador y fue diputado federal para el periodo de 2021 a 2024.

## Biografía
Es hijo de José Murat, entre varios cargos, gobernador de Oaxaca de 1998 a 2004 y hermano de Alejandro Murat Hinojosa, quien también fue gobernador de Oaxaca de 2016 a 2022.
Es licenciado en Derecho por el Instituto Tecnológico Autónomo de México, tiene una maestría en Administración de empresas por el Babson College y una diplomatura en Marketing Político en la George Washington University.
En 2018 fue registrado como candidato a senador suplente en la lista nacional del Partido Verde Ecologista de México (PVEM), siendo candidato propietario Manuel Velasco Coello, quien en ese momento se desempeñaba como gobernador de Chiapas. Fueron electos por dicho principio a las Legislaturas LXIV y LXV de 2018 a 2024, por lo que Velasco —en un controvertido proceso— solicitó licencia a la gubernatura chiapaneca el 29 de agosto, protestó como senador el 1 de septiembre y solicitó licencia a dicho cargo el siguiente día 4, con intención de volver a ser gobernador; ante lo que partidos opositores a Velasco consideraron un exceso político, en una primera votación le negaron la solicitud de licencia, sin embargo el mismo día y en una segunda votación se otorgó finalmente. Ante lo cual, el 6 de septiembre, Eduardo Murat protestó como senador en sustitición de Velasco, asumiendo los cargos de presidente de la comisión de Medio Ambiente, Recursos Naturales y Cambio Climático; y de integrante de las Comisiones de Administración; de Ciencia y Tecnología; y, de Justicia. Casi un año después, el 3 de septiembre de 2019, Eduardo Murat solició a su vez licencia al Senado, lo cual permitió la reincorporación al mismo de Manuel Velasco Coello.
En 2021 fue elegido diputado federal por la vía plurinominal, postulado por el PRI, a la LXV Legislatura que concluyó en 2024. En ella fue secretario de la comisión de Relaciones Exteriores; e integrante de las comisiones; de Ciencia, Tecnología e Innovación; y de Medio Ambiente y Recursos Naturales.